# Donnie Burns

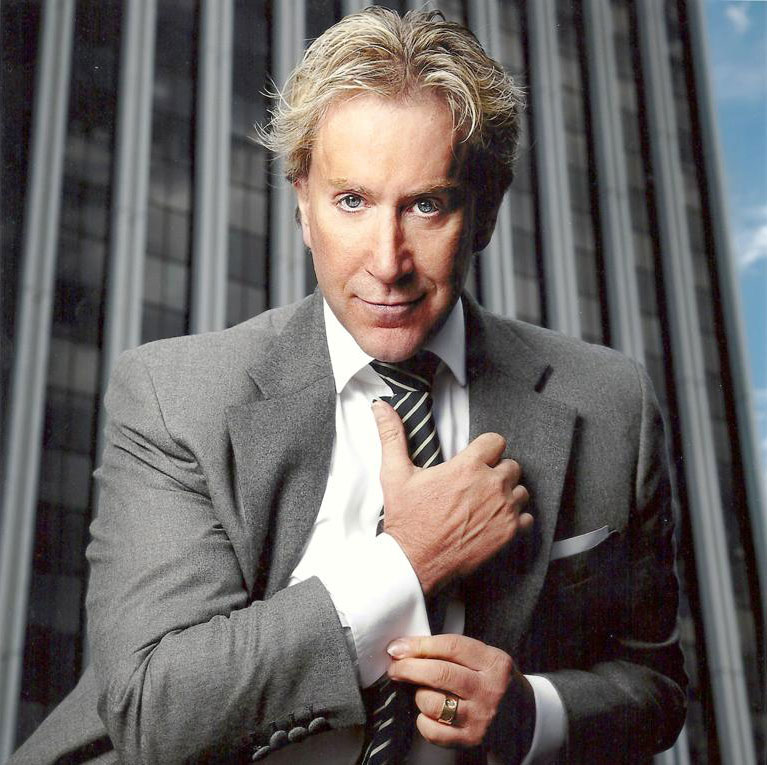
Donnie Burns

Donnie Burns, MBE (* 1959 in Hamilton, Schottland) ist ein ehemaliger professioneller britischer Turniertänzer.
Mit einem sehr guten Abschlusszeugnis wurde er an der Universität Glasgow an der juristischen Fakultät zugelassen. Nach zwei Jahren brach er sein Studium zugunsten seiner Tanzkarriere ab. Während seiner Zeit in Glasgow arbeitete Burns als Redakteur für den Guardian und stieg zum Senior Advertising and Marketing Executive der Zeitung auf.
Seine Tänzerlaufbahn startete Donnie Burns im Alter von sechs Jahren. Bereits im Alter von zwölf Jahren gewann er die Juniorenmeisterschaft der Scottish Open in den Standard- und den Lateinamerikanischen-Tänzen. Donnie Burns war Finalteilnehmer in allen Altersklassen der British Championships: Juvenile, Junior, Amateur und Professional.
Während seiner Laufbahn blieb Donnie Burns für beinahe zwei Jahrzehnte in allen Turnieren, an denen er teilnahm, ungeschlagen, womit er als Weltrekordhalter ins Guinness-Buch der Rekorde aufgenommen wurde. Zusammen mit seiner Partnerin Gaynor Fairweather wurde er 14 Mal Weltmeister in den Lateinamerikanischen Tänzen, davon 13 Mal in Folge (1984–1996, 1998). Zudem waren die beiden auch 8-malige Europameister in den Lateinamerikanischen Tänzen (1984–1990, 1994). Beide Tänzer erhielten aufgrund dieser Leistungen 1994 den Order of the British Empire der Stufe Member (M.B.E.).
Am 2. Juni 2005 wurde Donnie Burns zum Präsidenten des heutigen World Dance Council gewählt, eine der beiden internationalen Tanzsportorganisationen.
Von 1999 bis 2008 war Donnie Burns mit Nicole Burns-Hansen verheiratet, die selbst Schweizer Meisterin in den Lateinamerikanischen Tänzen war. Seit 2008 ist er mit der US-amerikanischen Tänzerin Heidi Groskreutz verheiratet.